# Leptogenys processionalis
Leptogenys processionalis är en myrart som först beskrevs av Jerdon 1851.  Leptogenys processionalis ingår i släktet Leptogenys och familjen myror.

## Underarter
Arten delas in i följande underarter:
- L. p. distinguenda
- L. p. processionalis

## Bildgalleri

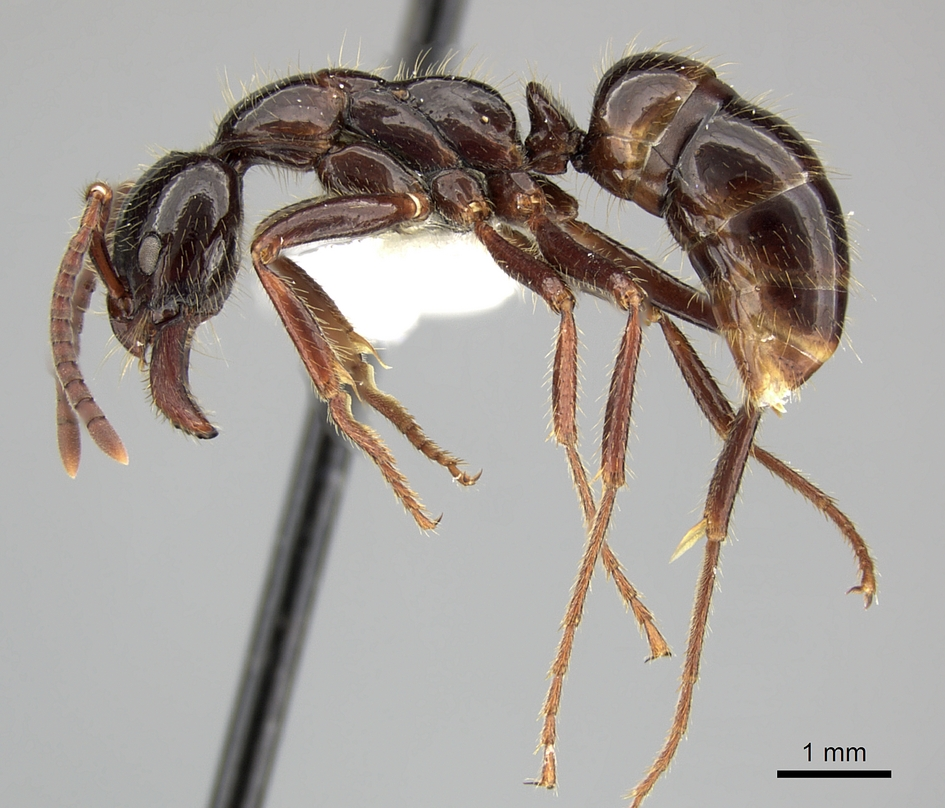
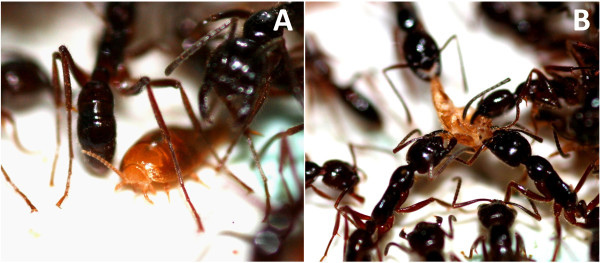